# Château de Kantara
Le chateau de Kantara est un château situé au nord de l'île de Chypre dans la chaîne de Kyrenia. Il est le plus oriental des trois châteaux qui protégeaient le nord de l'île (les autres sont ceux de Saint-Hilarion et de Buffavento).
Situé à une altitude de 630 mètres, il est positionné à l'entrée de la péninsule de Karpas et donne accès à la plaine de la Mésorée. Le nom Kantara est possiblement un dérivé de l'arabe qantara qui signifie « petit pont ».
Les byzantins ont construit le château au Xe siècle pour être un poste de garde contre les expéditions arabes. La première mention écrite du château remonte à Richard Ier d'Angleterre lors de sa conquête de l'île en 1191. À cette époque, le défenseur de l'île Isaac Doukas Comnène, y trouve refuge.
Les murs sont suffisamment endommagés en 1228 pour être nécessairement reconstruits. plus tard, la noblesse locale s'est servie du château comme d'un lieu de villégiature et d'une réserve de chasse.

## Source
- (en) Cet article est partiellement ou en totalité issu de l’article de Wikipédia en anglais intitulé « Kantara Castle » (voir la liste des auteurs).